# Zdzisław Chrząstowski
Zdzisław Chrząstowski (ur. 29 listopada 1891 w Teodorowie, zm. 6 września 1939 w Łodzi) – podpułkownik dyplomowany kawalerii Wojska Polskiego, działacz niepodległościowy, kawaler Orderu Virtuti Militari.

## Życiorys
Urodził się 29 listopada 1891 w rodzinnym majątku Teodorów, w gminie Botoki ówczesnego powiatu rosieńskiego guberni kowieńskiej, jako syn Wilhelma i Stanisławy z Monkiewiczów.
W czasie I wojny światowej pełnił służbę w 1 pułku ułanów, z którym szarżował pod Krechowcami, a następnie w I Korpusie Polskim w Rosji. W maju 1918, po kapitulacji korpusu, przedostał się do Murmańska i Archangielska skąd ewakuowany został do Francji. Do Polski powrócił w maju 1919 z Armią Hallera i wziął udział w wojnie polsko-ukraińskiej, a później wojnie z bolszewikami.
17 kwietnia 1919 we Francji objął obowiązki dowódcy II plutonu w 4 szwadronie II grupy szwadronów 1 pułku szwoleżerów. Po powrocie do kraju i zakończeniu walk z Ukraińcami, do stycznia 1920 pełnił służbę graniczą na Śląsku. Stacjonował wówczas w Dąbrowie Górniczej. Od stycznia do maja 1920 uczestniczył w zajęciu Pomorza. W maju skierowany został na front północno-wschodni do Nowych Święcian. Dowodził 4 szwadronem, który przydzielony został do 11 Dywizji Piechoty, w charakterze kawalerii dywizyjnej. W czerwcu objął dowództwo II dywizjonu 4 pułku strzelców konnych. W następnym miesiącu, osłaniał odwrót 11 DP, działając dywizjonem jako strażą tylną. W sierpniu 1920 na czele dywizjonu wziął udział w bitwie warszawskiej. W dniach 6–8 września 1920 w rejonie Małoryty, razem z grupą majora Liwacza, prowadził skuteczne działania przeciwko dwóm sowieckim pociągom pancernym zakończone wykolejeniem jednego z nich, za co przedstawiony został do odznaczenia Krzyżem Virtuti Militari. 11 września uczestniczył w zdobyciu Kobrynia, a 18 września zdał dowództwo dywizjonu rotmistrzowi Romanowi Węgłowskiemu.
W latach 1922–1923 był słuchaczem Kursu Normalnego Wyższej Szkoły Wojennej w Warszawie. Z dniem 1 października 1923, po ukończeniu kursu i uzyskaniu tytułu naukowego oficera Sztabu Generalnego, otrzymał przydział do Dowództwa Okręgu Korpusu Nr IV w Łodzi. Z dniem 1 stycznia 1924 został odkomenderowany z DOK IV do Doświadczalnego Centrum Wyszkolenia w Rembertowie, na sześć miesięcy, w charakterze wykładowcy taktyki jazdy. Z dniem 1 czerwca tego roku został przydzielony z DOK IV do DCW na stanowisko wykładowcy działania kawalerii. Z dniem 15 listopada 1924 został wyznaczony na stanowisko szefa sztabu 1 Dywizji Kawalerii w Białymstoku, dowodzonej przez generała brygady Juliusza Rómmla. 14 października 1926 został powołany do Generalnego Inspektoratu Sił Zbrojnych i mianowany oficerem sztabu gen. bryg. Juliusza Rómmla, wówczas generała do prac przy Generalnym Inspektorze Sił Zbrojnych. W listopadzie 1928 został przeniesiony do 1 pułku ułanów krechowieckich w Augustowie na stanowisko zastępcy dowódcy pułku. W marcu 1931 przeniesiony został do Generalnego Inspektoratu Sił Zbrojnych na stanowisko oficera sztabu Inspektora Armii we Lwowie. W latach 1936–1938 dowodził 4 pułkiem ułanów zaniemeńskich w Wilnie. Następnie pełnił obowiązki zastępcy szefa Wojskowego Instytutu Naukowo-Oświatowego w Warszawie.
W kampanii wrześniowej 1939 pełnił funkcję sztabowego oficera do zleceń dowódcy Armii „Łódź”, gen. dyw. Juliusza Rómmla. Zginął w godzinach rannych 6 września 1939, w trakcie bombardowania Kwatery Głównej Armii „Łódź” rozmieszczonej w Łodzi przy ulicy Zgierskiej 133, w pałacu Heinzla, w parku Julianowskim.
Z natury łagodny, a nawet nieśmiały, o dużej kulturze, był nieugięty w sprawach etyki i honoru żołnierskiego. Miał swoje zasady, od których nigdy nie odstąpił. Nic dziwnego, że nie był lubiany przez klikę, która panoszyła się na szczytach hierarchii wojskowej. Ludzie uważający się za „wodzów”, a w rzeczywistości nieucy i analfabeci, spowodowali, że odebrano mu 4 Pułk Ułanów, którym dobrze dowodził. Przyczynił się do tego jeden z inspektorów armii, znany z tego, że osobiście rozstawiał karabiny maszynowe, a plan działania armii opierał na wynikach rozpoznania patroli nocnych piechoty, które miały przynieść rewelacyjne wiadomości nad ranem. Chrząstowskiego zdjęto z pułku przed samą wojną. Przyjechał do mnie zmartwiony i rozżalony. Skorzystałem z tego i wziąłem go do swojego sztabu jako oficera do zleceń. Oddał mi nieocenione usługi jako uczciwy człowiek i niezłomny żołnierz. Każde zadanie, które mu dawałem, wykonywał sumiennie. Od pierwszego dnia wojny wysyłałem go na odcinki najbardziej zagrożone. Zawsze przywoził mi prawdziwe wiadomości i przekazywał słuszną i sumienną ocenę ludzi i ich działalności. To że teraz mogłem tak szczegółowo przedstawić bieg wypadków we wszystkich dywizjach armii i dać sprawiedliwą ocenę dowódców, jest jego dużą zasługą. I wreszcie zginął sam, ratując mnie od śmierci.

## Awanse
- kornet
- rotmistrz – 3 maja 1922 zweryfikowany ze starszeństwem z dniem 1 czerwca 1919 w korpusie oficerów jazdy
- major – 3 maja 1926 ze starszeństwem z dniem 1 lipca 1925 i 8. lokatą w korpusie oficerów kawalerii
- podpułkownik – ze starszeństwem z dniem 1 stycznia 1931 w korpusie oficerów kawalerii

## Ordery i odznaczenia
- Krzyż Złoty Orderu Wojennego Virtuti Militari – 29 września 1939
- Krzyż Srebrny Orderu Wojskowego Virtuti Militari nr 2260 (4973)[1] – 13 maja 1921[15][16]
- Krzyż Niepodległości – 9 października 1933 „za pracę w dziele odzyskania niepodległości”[17]
- Krzyż Walecznych trzykrotnie[18] (po raz pierwszy w 1921 „w zamian za otrzymane wstążeczki biało-amarantowe b. armii gen. Hallera”[19]
- Złoty Krzyż Zasługi – 10 listopada 1928 „w uznaniu zasług, położonych na polu pracy w poszczególnych działach wojskowości”[20][21]
- Medal Pamiątkowy za Wojnę 1918–1921[18]
- Medal Dziesięciolecia Odzyskanej Niepodległości[18]
- Odznaka Pamiątkowa Generalnego Inspektora Sił Zbrojnych – 12 maja 1936

## Upamiętnienie
Tablica epitafijna w obrębie zbiorowej mogiły wojennej żołnierzy Wojska Polskiego poległych we wrześniu 1939 na cmentarzu rzymskokatolickim św. Rocha w Łodzi.

## Twórczość
- Zasady natarcia konnego małych jednostek (1925)
- Natarcie współczesnej kawalerji (taktyka jednostek wielkich) (1926)
- Na Murmań (1935)
- Szarża a rozwój potęgi ognia (1926)
- Górne i durne. Na Murmań (1994, 2014) ISBN 978-83-7565-386-1.
- Legenda murmańska (1935, 1994, 2014) ISBN 978-83-7565-338-0.
- Rajdy i zawody konne kombinowane, „Przegląd Kawaleryjski” Nr 11 (49), Warszawa 1929.